# Синтаксис языка C Sharp
В этой статье описывается синтаксис языка C#. Описываемый синтаксис полностью совместим с синтаксисом языка C# в .Net Framework и Mono.

## Основы

### Идентификаторы
Идентификатор — это имя сущности в коде. Существует стандарт именования идентификаторов, который следует использовать в коде.
Идентификатор может:
- Начинаться с символа «_».
- Содержать заглавные и строчные буквы в формате Unicode. Регистр имеет значение.
- Начинаться с символа "@".

Идентификатор не может:
- Начинаться с цифры.
- Начинаться с символа, если это ключевое слово.
- Содержать более 511 символов.

##### Ключевые слова
Ключевые слова — это предварительно определенные зарезервированные идентификаторы, имеющие особое синтаксическое значение. Язык имеет два типа ключевых слов — зарезервированные в любой части кода и контекстные. Слова первого типа, например false или byte, могут быть использованы только как ключевые слова. Слова второго типа, например слово where, имеют особое значение только в определённом контексте и могут быть использованы в качестве идентификаторов вне него. Если всё же необходимо использовать ключевое слово в качестве идентификатора, то необходимо объявить его с помощью префикса @ — например, @byte.
| Ключевые слова C# | Ключевые слова C#              | Ключевые слова C#               | Ключевые слова C# |
| ----------------- | ------------------------------ | ------------------------------- | ----------------- |
| abstract          | as                             | base                            | bool              |
| break             | byte                           | case                            | catch             |
| char              | checked                        | class                           | const             |
| continue          | decimal                        | default                         | delegate          |
| do                | double                         | else                            | enum              |
| event             | explicit                       | extern                          | false             |
| finally           | fixed                          | float                           | for               |
| foreach           | goto                           | if                              | implicit          |
| in                | in (универсальный модификатор) | int                             | interface         |
| internal          | is                             | lock                            | long              |
| namespace         | new                            | null                            | object            |
| operator          | out                            | out (универсальный модификатор) | override          |
| params            | private                        | protected                       | public            |
| readonly          | ref                            | return                          | sbyte             |
| sealed            | short                          | sizeof                          | stackalloc        |
| static            | string                         | struct                          | switch            |
| this              | throw                          | true                            | try               |
| typeof            | uint                           | ulong                           | unchecked         |
| unsafe            | ushort                         | using                           | virtual           |
| void              | volatile                       | while                           |                   |

| Контекстные ключевые слова C# | Контекстные ключевые слова C#           | Контекстные ключевые слова C# | Контекстные ключевые слова C# |
| ----------------------------- | --------------------------------------- | ----------------------------- | ----------------------------- |
| add                           | dynamic                                 | from                          | get                           |
| global                        | group                                   | into                          | join                          |
| let                           | orderby                                 | partial (тип)                 | partial (метод)               |
| remove                        | select                                  | set                           | value                         |
| var                           | where (ограничение универсального типа) | where (предложение запроса)   | yield                         |

Примеры:
```
string
 
@out
;
 
//Чтобы дать идентификатору имя, идентичное ключевому слову, необходимо использовать префикс @

string
 
идентификатор
;
 
//C# поддерживает Юникод и допускает именование идентификаторов с помощью любых символов Юникода

string
 
var
 
{
get
;
 
set
;};
 
//Здесь не требуется использовать префикс @ т.к. var - контекстное ключевое слово

public
 
void
 
function
()

{

    
var
 
s
 
=
 
""
;
 
//Для того, чтобы компилятор автоматически определял тип переменной, используется ключевое слово var

}

```

### Литералы
| Целочисленные             | Целочисленные                                    |
| ------------------------- | ------------------------------------------------ |
| Шестнадцатеричные         | 0xF5, 0x[0..9, A..F, a..f]+                      |
| Десятичные                | 245, [0..9]+                                     |
| Числа с плавающей запятой |                                                  |
| одинарной точности        | 23.5F, 23.5f; 1.72E3F, 1.72E3f, 1.72e3F, 1.72e3f |
| двойной точности          | 23.5, 23.5D, 23.5d; 1.72E3, 1.72E3D, ...         |
| Даты                      |                                                  |
| дата                      | Не поддерживаются                                |
| Символы                   |                                                  |
| символ                    | 'a', 'Z', '\u0231'                               |
| Строки                    |                                                  |
| строка                    | "Hello, world" "C:\\Windows\\", @"C:\Windows\"   |
| Экранирующие символы      |                                                  |
| код символа Unicode       | \u после чего следует код символа                |
| символ табуляции          | \t                                               |
| Backspace                 | \b                                               |
| возврат каретки           | \r                                               |
| разрыв страницы           | \f                                               |
| обратный слеш             | \\                                               |
| одинарная кавычка         | \'                                               |
| двойная кавычка           | \"                                               |
| перевод строки            | \n                                               |

### Переменные
Переменная — это идентификатор, содержащий какое-либо значение. Переменная определяется типом и именем, а также может инициализироваться при объявлении. Объявлять переменные можно только внутри функций.

##### Объявление
```
int
 
variable
;
 
//Объявление неинициализированной переменной целочисленного типа с именем variable

```

##### Инициализация
```
int
 
variable
;
 
//Объявление неинициализованной переменной

variable
 
=
 
1
;
 
//Инициализация переменной

```

##### Объявление и инициализация
```
int
 
variable
 
=
 
1
;
 
//Одновременное объявление и инициализация переменной

```

Можно объявить сразу несколько переменных одного типа:
```
int
 
a
,
 
b
;

int
 
a
 
=
 
2
,
 
b
 
=
 
3
;

```

#### Неявный тип
Введено в C# 3.0
Если компилятор может определить тип переменной при инициализации, его можно опустить, заменив ключевым словом var :
```
var
 
chars
 
=
 
new
 
char
[]
 
{
'A'
,
 
'O'
};
 
//преобразуется компилятором в char[] chars = new char[] {'A', 'O'};

var
 
numbers
 
=
 
new
 
List
<
int
>
();
 
//преобразуется компилятором в List<int> numbers = new List<int>();

```

См. также
- Вывод типов

### Константы
Константа — это идентификатор, содержащий значение, которое запрещено менять во время выполнения программы. Константы неявно статические.

#### const
Локальная переменная или свойство с заданным значением могут быть объявлены с ключевым словом const, после чего их значение не может быть изменено.
```
class
 
Foo

{

    
const
 
double
 
PI
 
=
 
3.1415
;

    
Foo
()

    
{

        
const
 
int
 
countOfPlanets
 
=
 
9
;

    
}

}

```

#### readonly
Свойство, объявленное с ключевым словом readonly, также, как и константа, не может быть изменено после инициализации. Однако, в отличие от поля с ключевым словом const, оно может быть инициализированно в конструкторе.
```
class
 
Foo

{

    
readonly
 
int
 
a
 
=
 
3
;

    
readonly
 
string
 
b
;

    
readonly
 
StringBuilder
 
builder
;

    
Foo
()

    
{

        
b
 
=
 
"String"
;

        
builder
 
=
 
new
 
StringBuilder
();

    
}

}

```

### Блоки кода
Операторы {...} используются для обозначения начала и конца блоков кода, а также обозначения области видимости. Идентификатор, объявленный внутри фигурных скобок, видим только внутри них и во вложенных областях видимости.
Следующий пример демонстрирует работу блока кода и областей видимости:
```
void
 
doSomething
()

{

    
int
 
a
;

    
{

        
int
 
b
;

        
a
 
=
 
0
;

    
}

    
a
 
=
 
1
;

    
b
 
=
 
1
;
 
//Здесь компилятор выдаст ошибку, так как переменная b объявлена в области видимости, недоступной для данного кода.

}

```

## Структура программы
Приложения, написанные на C#, состоят из классов и их членов. Классы и другие типы объявляются внутри пространств имён, а также других классов.
```
namespace
 
FooNamespace

{

    
class
 
Foo

    
{

        
class
 
IncludedClass

        
{

        
}

    
}

}

```

### Пространства имён
Пространство имён является частью имени типа. Используется для того чтобы сгруппировать типы или чтобы различать типы с одним именем, но разными функциями.
```
System
.
IO
.
DirectoryInfo
 
//Класс DirectoryInfo в пространстве имён IO, которое вложено в пространство имён System

```

Объявляется пространство имён так:
```
namespace
 
Application

{

    
//Члены пространства имен

}

```

#### Ключевое словоusing
При использовании класса не требуется уточнять его пространство имён, если оно указано в .cs файле с помощью директивы using. Обычно это делается вверху файла с исходным кодом, однако может быть размещено и в других местах, например внутри класса.
```
using
 
System
;

using
 
System.Collections
;

```

Также директива using позволяет создавать псевдонимы пространства имен или типа, например, если его имя слишком длинное:
```
using
 
Net
 
=
 
System
.
Net
;

using
 
DirInfo
 
=
 
System
.
IO
.
DirectoryInfo
;

```

### МетодMain
Любое приложение, консольное оно или графическое, обязано иметь точку входа. В C#-приложении такой точкой является метод Main, который может быть только в одном экземпляре и обязательно должен быть статическим. Этот метод может не возвращать значения (ключевое слово void):
```
static
 
void
 
Main
(
string
[]
 
args
)

{

}

```

…или возвращать целое число, которое является кодом завершения программы: в случае, если программа завершилась без ошибки, этот код — 0.
```
static
 
int
 
Main
(
string
[]
 
args
)

{

    
return
 
0
;

}

```

## Операторы
| Категория операторов             | Операторы                          |
| -------------------------------- | ---------------------------------- |
| Арифметические                   | + - * / %                          |
| Логические (булевые и побитовые) | & \| ^ ! ~ && \|\|                 |
| Конкатенация строк               | +                                  |
| Приращение, уменьшение           | ++ --                              |
| Сдвиг                            | << >>                              |
| Сравнение                        | == != < > <= >=                    |
| Присвоение                       | = += -= *= /= %= &= \|= ^= <<= >>= |
| Доступ к членам                  | .                                  |
| Индексирование                   | [ ]                                |
| Приведение типов                 | ( )                                |
| Условные                         | ? :                                |
| Создание объекта                 | new                                |
| Информации о типе                | as is sizeof typeof                |
| Проверка переполнения            | checked unchecked                  |
| Работа с указателями             | * -> [] &                          |

### Перегрузка операторов
Некоторые операторы могут быть перегружены. Для перегрузки оператора необходимо определить статическую функцию, у которой имя состоит из ключевого слова operator и собственно самого оператора. Для унарных операторов функция должна иметь один параметр, для бинарных и операторов сравнения — два. В обоих случаях один из параметров должен иметь тот же тип, что и класс или структура, его объявившие.
```
public
 
static
 
Foo
 
operator
+
(
Foo
 
foo
,
 
Bar
 
bar
)

{

    
return
 
new
 
Foo
(
foo
.
Value
 
+
 
bar
.
Value
);

}

```

Список перегружаемых операторов:
|                                                           | Операторы                |
| --------------------------------------------------------- | ------------------------ |
| Унарные операторы                                         | + - ! ~ ++ -- true false |
| Бинарные операторы                                        | + - * / % & \| ^ << >>   |
| Операторы сравнения могут быть перегружены только попарно | == != < > <= >=          |

- Операторы присваивания (+=, *= и др.) нельзя перегрузить, но они являются компинацией оператора (=) и одного из бинарных операторов, а бинарные операторы можно перегрузить.
- Оператор приведения типа ((  )) не может быть перегружен, но вы можете определить новые операторы преобразования с помощью explicit и implicit.
- Оператор индексирования массива ([  ]) нельзя перегрузить, но можно определить новые индексаторы.

См. также
- Перегрузка операторов

### Операторы преобразования и приведения типа
Оператор приведения типа не может быть перегружен, однако вы можете определить операторы явного преобразования (приведения типа) — explicit и неявного преобразования — implicit. Они различаются тем, операторы неявного преобразования не должны генерировать исключения и должны обеспечить сохранность информации.. Для явного преобразования необходимо использовать оператор ( ), для неявного — нет.
Оператор неявного преобразования

```
class
 
Foo

{

    
public
 
string
 
Value
;

    
public
 
static
 
implicit
 
operator
 
Foo
(
string
 
value
)

    
{

        
return
 
new
 
Foo
(
value
)

    
}

}

//Неявное преобразование

Foo
 
foo
 
=
 
"Example"
;

```

Оператор явного преобразования

```
class
 
Foo

{

    
public
 
string
 
Value
;

    
public
 
static
 
explicit
 
operator
 
Foo
(
string
 
value
)

    
{

        
if
 
(
value
.
IsNullOrEmpty
())
 
throw
 
new
 
ArgumentException
(
"String can not be null or empty!"
);

        
return
 
new
 
Foo
(
value
)

    
}

}

//Явное преобразование

Foo
 
foo
 
=
 
(
Foo
)
"Example"
;

Foo
 
fooNull
 
=
 
(
Foo
)
""
;
 
//Ошибка

```

#### Операторas
Оператор as является оператором приведения типа. Если преобразование типа возможно, оператор вернёт объект указанного типа, в противном случае он вернёт null.
```
Stream
 
stream
 
=
 
File
.
Open
(
@"C:\Temp\data.dat"
);

FileStream
 
fstream
 
=
 
stream
 
as
 
FileStream
;
 
//Will return an object.

String
 
str
 
=
 
stream
 
as
 
String
;
 
//Will fail and return null.

```

### Оператор??
Введено в C# 2.0
Если значение левой переменной равно null, то будет возвращено значение правой переменной, в противном случае будет возвращено значение левой переменной.
Следующий код
```
return
 
ifNotNullValue
 
??
 
otherwiseValue
;

```

эквивалентен
```
return
 
ifNotNullValue
 
==
 
null
 
?
 
otherwiseValue
 
:
 
ifNotNullValue
;

```

##### Статьи на MSDN
1. 1 2  Ключевые слова C#. Дата обращения: 4 января 2011. Архивировано 13 декабря 2010 года.
2. ↑  foreach, in. Дата обращения: 4 января 2011. Архивировано 13 декабря 2010 года.
3. ↑  in (универсальный модификатор). Дата обращения: 4 января 2011. Архивировано 5 августа 2010 года.
4. ↑  Модификатор параметров out. Дата обращения: 4 января 2011. Архивировано 15 декабря 2010 года.
5. ↑  out (универсальный модификатор). Дата обращения: 4 января 2011. Архивировано 15 декабря 2010 года.
6. ↑  Разделяемый (тип). Дата обращения: 4 января 2011. Архивировано 15 декабря 2010 года.
7. ↑  Разделяемый (метод). Дата обращения: 4 января 2011. Архивировано 15 декабря 2010 года.
8. ↑  where (ограничение универсального типа). Дата обращения: 4 января 2011. Архивировано 15 декабря 2010 года.
9. ↑  Предложение where. Дата обращения: 4 января 2011. Архивировано 15 декабря 2010 года.
10. ↑  implicit. Дата обращения: 6 января 2011. Архивировано 3 апреля 2011 года.

##### Прочее
1. ↑  What character escape sequences are available? Дата обращения: 4 января 2011. Архивировано 28 мая 2010 года.